# Phorbas papillatus
Phorbas papillatus är en svampdjursart som först beskrevs av Arthur Dendy 1922.  Phorbas papillatus ingår i släktet Phorbas och familjen Hymedesmiidae.
Artens utbredningsområde är Seychellerna. Inga underarter finns listade i Catalogue of Life.